# クラヴァンの戦い
クラヴァンの戦い（クラヴァンのたたかい、英語:Battle of Cravant）は、 1423年7月31日にフランス・ブルゴーニュ地方のクラヴァン村（現ヨンヌ県）で起こった、イングランド王国・ブルゴーニュ公国軍とフランス王国・スコットランド王国軍の戦いである。百年戦争の戦いの一つで、イングランド軍がフランス軍に勝利した。

## 背景
1420年、フランス国王シャルル6世の死後、イングランド国王ヘンリー5世が後継者になることを定めたトロワ条約が締結され、ロワール川以北はイングランド王の支配下に入った。しかし、イングランド軍は北フランスで軍事行動を継続。1421年に起きたボージェの戦いで、フランスとスコットランド王国の連合軍はイングランド軍を破り、王弟クラレンス公トマス・オブ・ランカスターを戦死させた。復讐のためフランスに再上陸したヘンリー5世が1422年に病死し、幼いヘンリー6世が即位すると、英仏両国は再び全面的な交戦状態に陥った。
1423年初夏、フランス王太子（ドーファン）シャルル（後のシャルル7世）は本拠地ブールジュに軍を結集し、敵対するブルゴーニュ公国の侵攻を企てた。王太子のフランス軍の主力となったのは、バカン伯ジョン・ステュアート率いるスコットランド軍だった。王太子軍がブルゴーニュに侵入しクラヴァンの町を包囲すると、守備隊の要請を受けたブルゴーニュ公国は援軍を派遣し、クラヴァンの北西約15キロのオーセールで7月29日にイングランド軍と合流した。
同日夜にオーセールの大聖堂で開かれた連合軍の軍議では、基本戦術として騎兵は下馬して戦い、弓兵は馬防杭を活用することが確認された。全軍が勝利のために祈りを捧げるように命ぜられ、翌朝10時行軍開始が告げられた。

## 戦闘

### 兵力
イングランド・ブルゴーニュの連合軍の指揮を執ったのはソールズベリー伯トマス・モンタギューで、ウィロビー卿が副官を務めた。兵力は4千人で、そのうち1500人が装甲兵士（イングランド兵500とブルゴーニュ兵1千）、2千人がイングランド弓兵だった。ブルゴーニュの弩兵（クロスボウ）と工兵、40門の大砲も配備された。
フランス軍を率いたのはスコットランド貴族のバカン伯で、副官はフランス貴族のヴァンドーム伯ルイだった。兵力の大部分を占めたのは、2年前にボージェの戦いでイングランド軍を撃破し王弟クラレンス公を討ち取ったバカン伯配下のスコットランド兵だった。また、アラゴンやロンバルディアの傭兵も参陣した。王太子軍は連合軍の2倍から3倍であったとされている。

### 戦闘の推移
翌30日、連合軍は日が暮れるまで行軍を続け、クラヴァンから６キロほど手前でフランス軍を発見した。翌日、フランス軍の位置が自軍より有利と判断した連合軍はヨンヌ川を渡り、川の反対側からクラヴァンに近づこうとした。ところが町に接近すると、フランス軍が前日の布陣場所から移動し、川の対岸で連合軍を待ち構えていることが明らかになった。連合軍とフランス軍はヨンヌ川の両岸に布陣し、双方が敵前渡河を躊躇ったまま3時間近くにらみ合いを続けた。
先にしびれを切らしたスコットランド弓兵が射撃を始めると、連合軍の大砲がこれに応じ、弓兵や弩兵も応射した。フランス軍の戦列に混乱が生じ始めたのを見たソールズベリー伯は白兵戦を決意し、イングランド兵は援護射撃を受けながら腰までの水位の幅50メートルほどのヨンヌ川を渡り始めた。同時に、ウィロビー卿率いる別動隊が硝煙の中を突いて橋を渡ってスコットランド兵に突撃し、フランス軍を分断した。フランス軍は退却を始めたがスコットランド兵は後退を拒んで踏みとどまって戦い、数百になるまで打ち減らされた。およそ3千人が橋の周辺や堤防上で戦死し、指揮官のバカン伯やヴァンドーム伯ら2千人が捕虜となった。戦場から離脱したフランス軍はロワール川まで後退した。

## 戦後
ヘンリー5世はスコットランドに対するイングランドの宗主権を強く主張していたため、この戦いで捕虜になったスコットランド兵は主君に刃を向けた反逆者として処刑された。バカン伯は捕虜交換で解放されたが、スコットランド軍の司令官に任ぜられて再びフランスに上陸し、1424年にヴェルヌイユの戦いでイングランド軍に敗れて戦死した。クラヴァンはイングランド軍とブルゴーニュ軍が共に戦い勝利した初めての戦いとなったが、これ以降両軍が共同作戦を行うことはほとんど無かった。